# Cidade dos Meninos

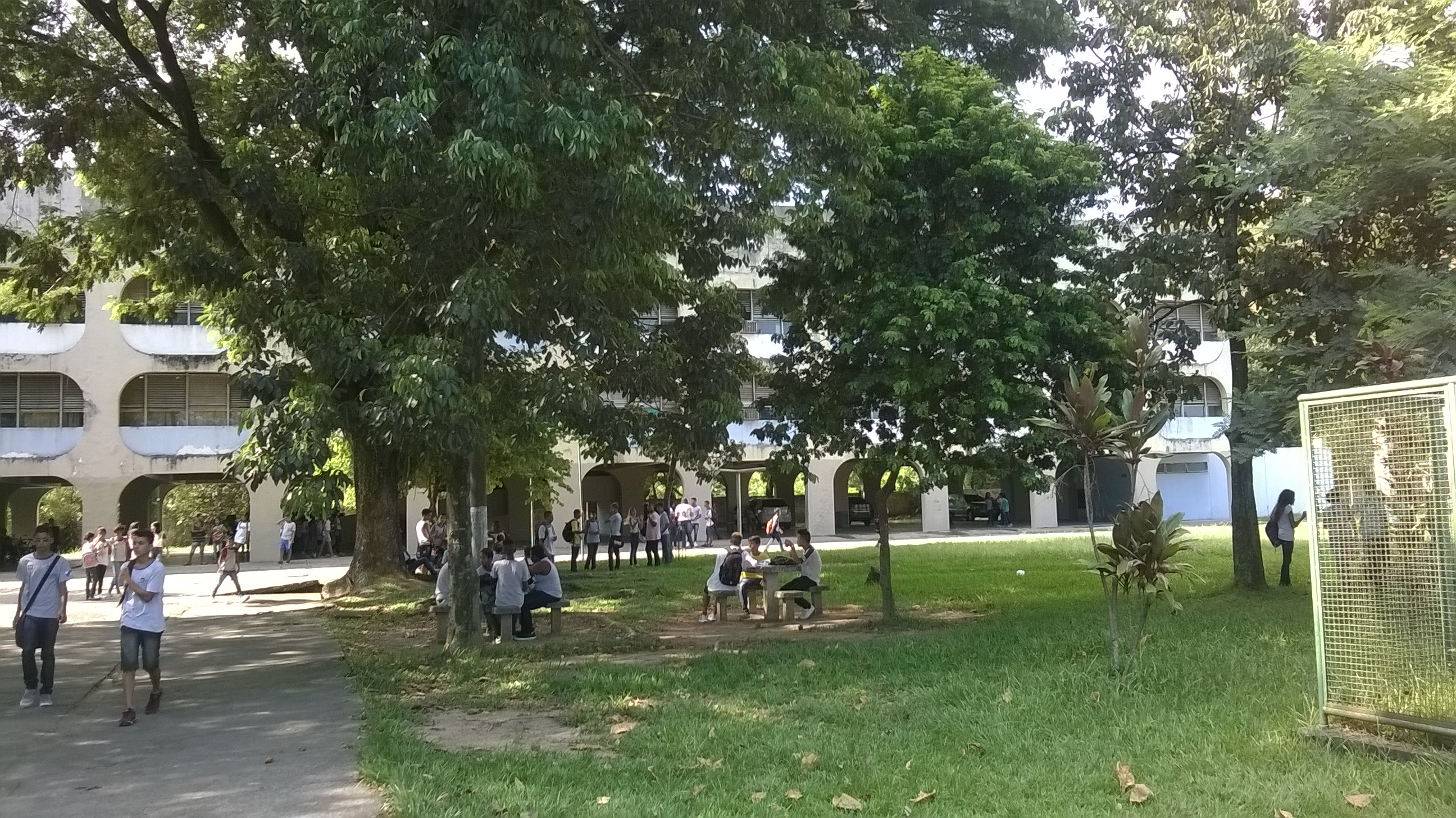

Cidade dos Meninos é um bairro do município de Duque de Caxias, na Região Metropolitana do Rio de Janeiro, fazendo parte do segundo distrito do município. O bairro, outrora uma área federal, ficou conhecido por uma terrível tragédia ambiental ocorrida no século XX.

## Caso da Cidade dos Meninos
O caso da Cidade dos Meninos refere-se às centenas de toneladas de agrotóxico cancerígeno que foram deixadas na década de 1960 pelo governo federal do Brasil no bairro da Cidade dos Meninos, em Duque de Caxias. Remontando à época do Governo Vargas, o orfanato que havia sido criado no local chegou a abrigar mais de 1.200 órfãos. Contudo, no mesmo ano da inauguração do orfanato, o Ministério da Saúde e Educação instalou no mesmo local o Instituto de Malariologia em oito pavilhões que estavam desocupados. O propósito era o de que, ao menos inicialmente, apenas pesquisas sobre malária fossem realizadas no local. Três anos depois, todavia, as instalações passaram a ser usadas para produzir inseticidas organoclorados, como o HCH e o DDT – atualmente proibidos em todo o território nacional – para matar o mosquito que transmite a malária.